# Holmtjärnen (Frostvikens socken, Jämtland, 719769-141817)
Holmtjärnen är en sjö i Strömsunds kommun i Jämtland och ingår i Ångermanälvens huvudavrinningsområde. Sjön har en area på 0,0636 kvadratkilometer och ligger 753,3 meter över havet.